# Srednja Velika
Srednja Velika is een plaats in de gemeente Preseka in de Kroatische provincie Zagreb. De plaats telt 76 inwoners (2001).